# Ластовень український
Ла́стовень украї́нський (Vincetoxicum ucrainicum) — багаторічна рослина підродини ластівневих родини барвінкових. Східнопричорноморський ендемік, регіонально рідкісний вид, занесений до Червоної книги Донецької області.

## Опис
Трав'яниста рослина 1,1–2,5 м завдовжки. Корені численні, шнуроподібні, світло-бурі або сіруваті. Стебла тонкі, прості, іноді розгалужені, від середини або, нерідко, по всій довжині виткі, запушені звичайно з одного боку широкою смугою кучерявих волосків, у верхній частині іноді майже голі. Листки яйцеподібні або видовженояйцеподібні, 8–15 см завдовжки та 3,5–7,0 см завширшки, при основі ледве серцеподібні, на верхівці відтягнуто-загострені, по краях і жилках розсіяно-запушені, товстуваті, нерідко зморшкуваті, контрастно бліді знизу й темно-зелені зверху. Черешки 1–2 см завдовжки.
Квітки рожево-бурі 6–7 мм завширшки, зібрані по 3–8 в пазухах листків на тонких однобічно густо запушених пазушних квітконосах 2,0–4,5 см завдовжки, розташованих по одному-два у вузлі. Квітконіжки тонкі, звивисті, однобічно запушені, у півтора — два рази перевершують квітки, біля основи з дрібними лінійно- ланцетними, розсіяно-волосистими приквітками. Частки чашечки ланцетні, 1,0–1,5 мм завдовжки, голі або вкриті поодинокими волосками. Листочки оцвітини в 2,5 рази довші за чашечку (2,5–3,0 мм), видовжені, тупі, по краях білоплівчасті, з внутрішнього боку густо або розсіяно запушені (до майже голих). Коронка з п'ятьма округло-трикутними, не дуже роздутими лопатями, надрізаними до половини. Плівчастий придаток пиляків широкий, брунькоподібний, зігнутий до приймочки, вдвічі менший від пиляків. Полінії жовті, овальні, до верхівці звужені, дорівнюють розширеному у верхній частині червоному тільцю, до якого вони прикріплені сильно вигнутими вгору тяжами. Плід — листянка; насінини з чубчиком.

## Екологія та поширення
Квітне у червні — липні. Зростає по заплавних байрачних лісах, на узліссях.
Східнопричорноморський ендемік. В Україні зростає в Донецькому Лісостепу.

## Історія
Ластовень український вперше зібраний українським ботаніком Раїсою Іванівною Бурдою поблизу села Хрестище Слов'янського району Донецької області. Описаний Володимиром Михайловичем Остапком в Українському ботанічному журналі у 1995 році.

## Спорідненість
Вид близький до ластовня руського, від якого відрізняється довшим, сильно кучерявим однобічно опушеним стеблом, значно більшим, серцеподібним біля основи листям, бурими опушеними квітками, глибше надрізаною коронкою без проміжних зубчиків, вужчим плівчастим придатком пиляка. Від ластовня азовського — довшим, сильно кучерявим однорядно опушеним стеблом, великим листям, меншими опушеними квітками, коронкою без проміжних зубчиків. Від ластовня виткого (Vincetoxicum scandens) — бурими квітками, глибше надрізаною коронкою, формою полініїв і червоного тільця, вужчим плівчастим придатком пиляка.

## Статус виду
Рідкісна рослина через природно-історичну нечисленність та випасання худоби. Трапляється невеликими групами окремо або серед схожого але поширенішого виду — ластовня виткого (Vincetoxicum scandens).
Занесена до Червоної книги Донецької області та до Офіційного переліку регіонально рідкісних рослин Донецької області. Охороняється на територіях наступних об'єктів природно-заповідного фонду:
- національний природний парк «Святі Гори»,
- ботанічна пам'ятка природи загальнодержавного значення «Урочище Грабове»,
- регіональний ландшафтний парк «Зуївський»,
- ботанічний заказник місцевого значення «Пристенське»,
- ландшафтний заказник місцевого значення «Ліс по річці Кринка»,
- гідрологічна пам'ятка природи місцевого значення «Витоки Кальміусу».

Вирощують в Донецькому ботанічному саду НАН України з 1992 р.